# Episodi di Pagan Peak (prima stagione)
La prima stagione della serie televisiva Pagan Peak (Der Pass), composta da otto episodi, è stata trasmessa in Germania su Sky One dal 25 gennaio al 15 febbraio 2019.
In Italia è stata trasmessa su Rai 4 dal 22 settembre al 6 ottobre 2019.
| nº | Titolo originale        | Titolo italiano          | Prima TV originale | Prima TV Italia   |
| -- | ----------------------- | ------------------------ | ------------------ | ----------------- |
| 1  | Finsternis              | Buio                     | 25 gennaio 2019    | 22 settembre 2019 |
| 2  | Die rote Jahreszeit     | La stagione rossa        | 25 gennaio 2019    | 22 settembre 2019 |
| 3  | Der Mann aus dem Wald   | L'uomo della foresta     | 1º febbraio 2019   | 29 settembre 2019 |
| 4  | Die Bösen und Unartigen | Il cattivo e il malvagio | 1º febbraio 2019   | 29 settembre 2019 |
| 5  | Masken                  | Maschere                 | 8 febbraio 2019    | 29 settembre 2019 |
| 6  | Aus Fleisch und Blut    | Di carne e sangue        | 8 febbraio 2019    | 6 ottobre 2019    |
| 7  | Der Sturm               | La tempesta              | 15 febbraio 2019   | 6 ottobre 2019    |
| 8  | Engerl                  | Engerl                   | 15 febbraio 2019   | 6 ottobre 2019    |